# Brudzice
Brudzice is een plaats in het Poolse district  Radomszczański, woiwodschap Łódź. De plaats maakt deel uit van de gemeente Lgota Wielka en telt 874 inwoners.